# Octomeria hoehnei
Octomeria hoehnei är en orkidéart som beskrevs av Rudolf Schlechter. Octomeria hoehnei ingår i släktet Octomeria och familjen orkidéer. Inga underarter finns listade i Catalogue of Life.